# Formica ungeri
Formica ungeri é uma espécie de formiga do gênero Formica, pertencente à subfamília Formicinae.